# Carlos Mencia
Ned Arnel Mencía (ur. 22 października, 1967 w San Pedro Sula, Honduras), bardziej znany jako Carlos Mencia. Jest amerykańskim komikiem i aktorem. Prowadził także swój własny show o nazwie Mind of Mencia w stacji Comedy Central.